# Plai (Felsőgirda község)
Plai falu Romániában, Fehér megyében. Közigazgatásilag Felsőgirda községhez tartozik.
1956-tól a népesség alábbiak szerint alakult:
| Lakosok száma | 345  | 303  | 177  | 150  | 131  | 109  | 84   |
|               | 1956 | 1966 | 1977 | 1992 | 2002 | 2011 | 2021 |